# La Maison des fantasmes
Pour les articles homonymes, voir Fantasmes.
Pour plus de détails, voir Fiche technique et Distribution.
La Maison des fantasmes (La puritana) est un giallo italien réalisé par Ninì Grassia en 1989.

## Fiche technique
- Titre : La Maison des fantasmes[1]
- Titre original : La puritana[2]
- Réalisateur : Ninì Grassia
- Scénario : Ninì Grassia
- Photographie : Luigi Ciccarese (it)
- Montage : Ninì Grassia
- Musique : Ninì Grassia, Aldo Tamborelli (it)
- Décors : Sandra Puglisi
- Costumes : Roberto Gramaccioni
- Production : Ninì Grassia
- Sociétés de production : P.A.G. Film International
- Société de distribution : P.A.G. Film International, Indipendenti regionali  (Italie)
- Pays de production :  Italie
- Langue originale : italien
- Format : Couleurs
- Durée : 92 minutes
- Genre : Giallo, thriller érotique
- Dates de sortie :
  - Italie : 1990 (visa délivré le 29 mai 1990)

## Distribution
- Margit Evelyn Newton : Annabella Allori
- Helmut Berger : Carlo Martora
- Dario Casalini : Gabriele Steli
- Mattia Sbragia : Vito Palmisani
- Gabriele Tinti : Alfieri
- Carlo Mucari : Marco Marsili
- Francesca Guidato : Giovanna